# اسلحه‌های جوان ۲
اسلحه‌های جوان ۲ (به انگلیسی: Young Guns II) فیلمی محصول سال ۱۹۹۰ و به کارگردانی جف مورفی است. در این فیلم بازیگرانی همچون امیلیو استوس، کیفر ساترلند، لو دایموند فیلیپس، کریستین اسلیتر، ویلیام پترسن، آلن راک، بالتازار گتی، جیمز کابرن، جنی رایت، جک کهو، رابرت نپر، ویگو مورتنسن، تریسی والتر، برادلی وایتفورد، اسکات ویلسون، لئون ریپی ایفای نقش کرده‌اند.
این فیلم دنباله فیلم اسلحه‌های جوان می‌باشد.